# 淄河
淄河，古称淄水，是位于山东省的一条河流。

## 概况
上源有石马、南博山、夏庄、池上4条河流。前3条又称西淄河，后一条又称东淄河。其中以石马河最长，为淄河正源。石马河发源于济南市莱芜区和庄乡望鲁山西麓的大英章支沟，自西向东流，在博山谢家店大桥与南博山河、夏庄河两大支流会合。又东北流，至博山泉河头东北与东淄河汇合，又东北流进入淄川区境，经过太河水库，又东北流至益都庙子南，仁河由右岸注入。仁河发源于益都、临朐、博山交界处的三县岭西北麓龙宫村，西北流注入淄河，河长30公里，流域面积131.5平方公里。淄河又东北流，经淄博市临淄区，于广饶县辛庄东北由右岸注入小清河。淄河河长155.1公里，流域面积1500.4平方公里，河道平均比降3.7/1000。